# Myromeus subpictus
Myromeus subpictus là một loài bọ cánh cứng trong họ Cerambycidae.